# Ракочи, Хелена
Хелена Ракочи (Кшынов-) (пол. Helena Rakoczy (Krzynow-), 23 декабря 1921, Краков, Польша — 2 сентября 2014, там же) — польская гимнастка, четырёхкратная чемпионка мира (1950), бронзовый призёр летних Олимпийских игр в Мельбурне (1956). Заслуженный мастер спорта Польши (1950).

## Биография
Выступала за мультиспортивный (военно-спортивный) клуб «Вавель» (Краков). Шестикратная абсолютная чемпионка Польши.
Настоящим триумфом спортсменки стало выступление на первенстве мира по спортивной гимнастике в швейцарском Базеле (1950), где она выиграла четыре золотые медали и одну бронзовую, став чемпионкой на бревне, в вольных упражнениях, в опорном прыжке и в абсолютном первенстве и заняв третье место на брусьях.
Через четыре года, на чемпионате мира в Риме (1954), стала двукратным бронзовым призёром: в абсолютном первенстве и на брусьях. На летних Олимпийских играх в Мельбурне (1956) завоевала бронзовую медаль в командных упражнениях с предметом. В абсолютном первенстве была восьмой на летних Играх в Хельсинки (1952) и четвёртой — в Мельбурне (1956).
По завершении спортивной карьеры работала в качестве тренера в Польше и в Соединенных Штатах. Кроме того, являлась судьей соревнований по спортивной гимнастике.
В 2004 г. как самая титулованная польская гимнастка была введена в Международный зал славы спортивной гимнастики в Оклахома-Сити. Там же была награждена Офицерским Крестом Ордена Возрождения Польши.